# Bathysa mendoncae
Bathysa mendoncae är en måreväxtart som beskrevs av Karl Moritz Schumann. Bathysa mendoncae ingår i släktet Bathysa och familjen måreväxter. Inga underarter finns listade i Catalogue of Life.